# Primož Grilc
Primož Grilc, slovenski hokejist, * 9. april 1981, Slovenija.
Grilc je člansko kariero začel pri klubu HK HIT Casino Kranjska Gora, kjer je, z izjemo sezone 2001/2002 pri HK Triglav Kranj in dela sezone 2002/2003 pri HDK Maribor, igral vse do sezone 2005/2006. Za slovensko mladinsko reprezentanco je nastopil na po enem Evropskem in Svetovnem mladinskem prvenstvu.

## Pregled kariere
Odebeljeno - reprezentančni nastopi, glej tudi Statistika pri hokeju na ledu.
| Moštvo                      | Liga                      | Sezona |    | Redni del | Redni del | Redni del | Redni del | Redni del | Redni del |   | Končnica | Končnica | Končnica | Končnica | Končnica | Končnica |
| --------------------------- | ------------------------- | ------ | -- | --------- | --------- | --------- | --------- | --------- | --------- | - | -------- | -------- | -------- | -------- | -------- | -------- |
| Moštvo                      | Liga                      | Sezona | OT | G         | P         | T         | +/-       | KM        | OT        | G | P        | T        | +/-      | KM       |          |          |
| Slovenija                   | Evropsko ml. prvenstvo D1 | 99     |    | 4         | 4         | 4         | 8         |           | 6         |   |          |          |          |          |          |          |
| Slovenija                   | Svetovno ml. prvenstvo C  | 00     |    | 4         | 0         | 0         | 0         | -1        | 0         |   |          |          |          |          |          |          |
| HK HIT Casino Kranjska Gora | Slovenska liga            | 00/01  |    | 16        | 4         | 5         | 9         |           | 28        |   |          |          |          |          |          |          |
| HK Triglav Kranj            | Slovenska liga            | 01/02  |    | 14        | 10        | 7         | 17        |           | 22        |   |          |          |          |          |          |          |
| HK HIT Casino Kranjska Gora | Slovenska liga            | 02/03  |    | 9         | 5         | 1         | 6         |           | 22        |   |          |          |          |          |          |          |
| HDK Maribor                 | Slovenska liga            | 02/03  |    | 13        | 0         | 6         | 6         |           | 8         |   |          |          |          |          |          |          |
| HK HIT Casino Kranjska Gora | Slovenska liga            | 03/04  |    | 20        | 15        | 5         | 20        |           | 36        |   | 2        | 0        | 1        | 1        |          | 0        |
| HK HIT Casino Kranjska Gora | Slovenska liga            | 04/05  |    | 28        | 4         | 3         | 7         |           | 38        |   |          |          |          |          |          |          |
| HK HIT Casino Kranjska Gora | Slovenska liga            | 05/06  |    | 14        | 4         | 3         | 7         |           | 26        |   |          |          |          |          |          |          |
| Skupaj                      |                           |        |    | 122       | 46        | 34        | 80        | -1        | 186       |   | 2        | 0        | 1        | 1        |          | 0        |